# Royal Space Force: The Wings of Honnêamise
Royal Space Force: The Wings of Honnêamise (яп. 王立宇宙軍~オネアミスの翼, Ōritsu Uchūgun: Oneamisu no Tsubasa) — повнометражний фантастично-науковий аніме-фільм, написаний і створений Хіроюкі Ямадою. Фільм став першим великим самостійним твором студії Gainax і став знаковим як завдяки вражаючій графіці, адже в той час подібним могли похвалитись хіба Studio Ghibli або невдовзі випущений "Акіра"; так і завдяки сюжетній лінії, котра створювала реалістичний образ альтернативного світу, невловимо схожого на наш,  що стоїть на порозі космічної ери та холодної війни. 
Проєкт «Royal Space Force: The Wings of Honnêamise» створювався протягом чотирьох років і до нього були залучені багато творців, у тому числі не лише з індустрії аніме, щоб побудувати докладний альтернативний світ. Після релізу фільму витрати на його створення відшкодовані в касі не були, але зрештою він став прибутковим завдяки продажу дисків.
За сюжетом, у ретро-футуристичному альтернативному світі, поділеному між Республікою і Королівством Хоннеаміз, юнак на ім'я Шіроцугу Ладатт приєднується до лав Королівських Космічних Сил, невеликої команди, яка збирається взятись за амбітний проєкт: відправити першу людину в космос.

## Сюжет
В альтернативному світі, схожему на Земний, технологічний рівень цивілізації якого нагадує 1950ті, існує Королівство Хоннеаміз, конституційна монархія, у якій панує бідність, соціальна нерівність та мілітаризм. У недавньому минулому країна була досить технічно й науково розвиненою: країна має космічну програму й запустила перший супутник, що і стало поштовхом до створення Королівських Космічних Сил. Проте наразі космонавтика переживає складні часи, усі запуски невдалі, а керівництво та народ не цікавлять ракети, адже країна у стані холодної війни із Республікою, усюди панує безробіття і голод.
Головний герой, Шіроцугу Ладатт - невмотивований юнак, який колись мріяв стати пілотом винищувача і приєднується до Королівських космічних сил, хоч і впевнений у безперспективності освоєння космосу: його і його побратимів утримує тут тільки відносно непогана зарплатня. Одного разу Ладатт випадково зустрічає молоду релігійну дівчину Ріквінні Нондерайко, яка проводить дні, проповідуючи на вулиці й живе іх похмурою дитиною на ім'я Манна. Вона неочікувано відкриває Ладатту величність самої ідеї польотів у космос, що в подальшому надихає юнака стати добровольцем у запуску першої людини на орбіту. Проєкт стає можливим, коли командир Королівських Космічних Сил користується своїми зв'язками із королівською сім'єю і вирішує вирвати космічну програму із стагнації.
Навчання Ладатта як астронавта відбувається паралельно з його дорослішанням, коли він та інші учасники космічного проєкту долають технологічні труднощі, сумніви, приголомшливу увагу громадськості та підступи корумпованого уряду. Ладатт часто відвідує Ріквінні, яка впевнена, що світ піддався егоїзму та гріху. Ладатт вивчає священну книгу, подаровану йому Ріквінні, котра стверджує, що людство прокляте навіки за те, що воно вкрало «вогонь» знання. Тим часом генерал Хайденн, командир Королівських Космічних Сил, усіма силами заохочує увагу громадськості до програми, бреше, що вони будують «космічний військовий корабель». Під час невдалого випробовування двигуна гине головний інженер, що призводить до спалаху суперечок щодо того, чи є доцільними витрати на проєкт, гроші з котрого можна було б використати для боротьби із бідністю. Розчарований і пригнічений усім цим, Ладатт раптово відмовляється від участі у проєкті й тікає до Ріквінні. У напівдепресивному стані він однієї ночі нападає на Ріквінні зі спробою зґвалтування, але Ріквінні б'є його і він втрачає сідомість. Наступного дня Ладатт вибачається перед дівчиною, але вона заперечує інцидент перш ніж втекти. Повертаючись до міста, Ладатт ледве виживає після спроби вбивства його шпигунами з Республіки. Перш ніж відправитись на місце запуску, юнак прощається із Ріквінні й нарешті знаходить порозуміння із Манною.
Місце запуску ракети було визначено в демілітаризованій зоні, де уряд сподівається, що ракета спровокує Республіку на атаку. Хоча генерал переносить час запуску на пізніше, Республіка починає вторгнення. Ладатт, котрий вже всередині космічної капсули, твердо налаштований завершити розпочате, відмовляється перервати запуск і переконує наземну команду завершити його місію. Вражаючий запуск ракети змушує учасників обох сторін приголомшено завмерти. 
Опинившись на орбіті, Ладатт озвучує молитву і просить прощення людства за його гріхи. Капсула юнака раптово заливається сонячним світлом, а також демонстуються кадри його власного життя разом із історією та досягненнями усього людства. На планеті Ріквінні спостерігає, як випадає перший сніг і дивиться в небо.

## Стиль
Увага, приділена фільму, що робить його не просто листівкою, а повноцінним альтернативним світом, вбачається у найдрібніших деталях. Насичені осінні кольори з глибокими тінями нагадують радянські пропагандистські плакати часів гонки космічних озброєнь. Деталі альтернативного світу роблять його ще більш об'ємним: круглі телевізори, металеві сірники-валюта, неонові вивіски спеціально вигаданою мовою - місце дії іноді стає ще більш цікавим ніж сама розповідь.
Як влучно зазначили автори книги «The Ghibliotheque Anime Movie Guide: The Essential Guide to Japanese Animated Cinema», перегляд «Royal Space Force: The Wings of Honnêamise» відчувається як "ознайомлення з історичним документальним фільмом, який вислизнув із паралельного всесвіту". 

## Виробництво
Бюджет фільму склав 800 мільйонів ієн, що зробило його найдорожчим аніме-фільмом на той час. Він перевищив бюджетні рекорди Хаяо Міядзакі «Замок Каліостро» (1979) і «Небесний замок Лапута» (1986).
По суті, «Royal Space Force: The Wings of Honnêamise» є ще доцифровою анімаційною роботою, а тому фони були намальовані вручну, а комп'ютерна анімація застосувалась для деяких складних знімків руху (зокрема, обертання пропелерів, капсули навколо орбіти). 
Досвід створення фільму ледь не збанкрутував Gainax і став серйозним викликом для тих, хто працював над проєктом, проте незабаром ця команда возз'єдналась, досягнувши успіху із серіалом Neon Genesis Evangelion. 

## Саундтрек
Музику до фільму створювали Рюїті Сакамото, Кодзі Уено, Юджі Номі, Харуо Кубота.

## Сприйняття
Фільм отримав неоднозначні відгуки після релізу в Японії та світі. Наразі на IMDb «Royal Space Force: The Wings of Honnêamise» має рейтинг 7,2/10.  Аніме також входить до 50 ключових аніме-фільмів на думку оглядачів Британського інституту кіно. .